# Nobuhide Akiba
Nobuhide Akiba (秋葉 信秀 Akiba Nobuhide?), född 10 april 1985 i Chiba prefektur, är en japansk före detta fotbollsspelare.
Akiba började sin karriär 2008 i Thespa Kusatsu. Efter Thespa Kusatsu spelade han för Vonds Ichihara. Han avslutade karriären 2019.